# Vulcaniella pomposella
Vulcaniella pomposella — вид лускокрилих комах родини розкішних вузькокрилих молей (Cosmopterigidae).

## Поширення
Вид поширений в Європі. Трапляється від Франції, Прибалтики та України до Середземноморського регіону.

## Опис
Розмах крил 8-10 мм. Крила темнокоричневі з золотистим відтінком та шістьма білими плямами. Тіло темнокоричневе, вусики з білими смугами.

## Спосіб життя
Метелики літають з початку травня до початку липня. Існує два покоління на рік. Личинки живляться листям цмину піскового та нечуйвітра волосистого, мінуючи його.